# Macromitrium retusulum
Macromitrium retusulum är en bladmossart som beskrevs av C. Müller 1879. Macromitrium retusulum ingår i släktet Macromitrium och familjen Orthotrichaceae. Inga underarter finns listade i Catalogue of Life.